# Non, ou a Vã Glória de Mandar
Non, ou a Vã Glória de Mandar é um filme português de longa-metragem realizado em 1990 por Manoel de Oliveira.
Trata da história de Portugal tal como contada pelo alferes Cabrita aos homens da sua companhia em plena guerra colonial. Recebeu o Prémio Especial do Júri no Festival de Cannes.

## Elenco
- Luís Miguel Cintra — alferes Cabrita, Viriato, D. João de Portugal [desambiguação necessária]
- Diogo Dória — furriel Manuel, guerreiro lusitano, primo de D. João de Portugal
- Luís Lucas — cabo Brito, guerreiro lusitano, nobre de Alcácer Quibir
- Miguel Guilherme — soldado Salvador, soldado lusitano, soldado de Alcácer Quibir
- António Sequeira Lopes — furriel, guerreiro lusitano, guerreiro de Alcácer Quibir
- Carlos Gomes — soldado Pedro, soldado de Alcácer Quibir
- Mateus Lorena — D. Sebastião
- Lola Forner — Princesa D. Isabel [desambiguação necessária]
- Raul Fraire — D. Afonso
- Ruy de Carvalho — pregador do sermão nas exéquias de D. Afonso, Cavaleiro Tresloucado
- Teresa Meneses — Dione
- Leonor Silveira — Tethys
- Paulo Matos — radiotelegrafista, Vasco da Gama
- Francisco Baião — Príncipe D. João
- Luís Mascarenhas — D. Afonso V
- Duarte de Almeida / João Bénard da Costa — Barão do Alvito
- José Ramos — Frei Fernando
- Joaquim Cachepe — médico
- António Lupi
- André Gago
- Pepe Ruiz
- Angel Gomez
- Salvador Martos
- Mateus Cardoso
- Altino Almeida
- Jaime Silva

Voz off final: Manoel de Oliveira